# Mahmoud Al-Khatib
Pour les articles homonymes, voir Al-Khatib.
Mahmoud Al Khatib (arabe : محمود الخطيب) (né le 30 octobre 1954 à Dakhleya en Égypte) est un footballeur international égyptien, qui évoluait au poste d'attaquant, avant d'être ensuite dirigeant.
Considéré par beaucoup[Par qui ?] comme le meilleur joueur égyptien de tous les temps, il est actuellement président d'Al Ahly.
Il est le meilleur buteur de l'histoire d'Al Ahly avec 157 buts.

## Biographie

### Carrière en club
Surnommé « Bibo », il commence à jouer à seize ans et demi au poste de milieu de terrain offensif pour le grand club d'Al Ahly avant d'être sélectionné six mois plus tard dans l'équipe d'Égypte junior.

### Carrière en sélection
Il est sélectionné à 54 reprises et a marqué 24 buts avec l'Égypte. Il a joué trois CAN et gagné la dernière en 1986, en battant en finale le Cameroun (0-0 et 5 tirs au but à 4). Il a aussi disputé les Jeux Olympiques de Los Angeles en 1984, où l'Égypte est éliminée en 1/4 de finale par la France (0-2). En novembre 1977, lors du 1er tour de qualification à la CAN, contre la Tunisie, il marque un but inoubliable, mais qui ne qualifie pas son pays, 2-2 à l'aller, puis 2-3 au retour. Il ne jouera aucune Coupe du Monde, seul regret qu'il pourrait avoir dans son immense carrière.

## Palmarès

### En club
Al Ahly (19 titres)
- Vainqueur de la Coupe d'Afrique des clubs champions (2) : 1982 et 1987
- Vainqueur de la Coupe d'Afrique des Vainqueurs de Coupe (3) : 1984, 1985 et  1986
- Champion d'Égypte (10) : 1975, 1976, 1977, 1979, 1980, 1981, 1982, 1985, 1986 et 1987
- Vainqueur de la Coupe d'Égypte (4) : 1978, 1981, 1983 et 1985

### EnÉquipe d'Égypte
- 54 sélections et 24 buts entre 1974 et 1986
- Vainqueur de la Coupe d'Afrique des Nations en 1986
- Participation à la Coupe d'Afrique des Nations en 1980 (4e), en 1984 (4e) et en 1986 (Vainqueur)

### Distinctions individuelles
- Ballon d'Or africain en 1983.
- Meilleur buteur du championnat d'Égypte en 1978 (11 buts) et en 1981 (11 buts).
- Élu Sportif Arabe du 20e siècle.
- Meilleur buteur de l'histoire d'Al Ahly avec 157 buts.
- 2e buteur de l'histoire des Coupes d'Afrique des clubs avec 37 buts.
- 4e buteur de l'histoire de la Ligue des champions de la CAF avec 28 buts.
- Meilleur buteur de la Ligue des champions de la CAF 1977 (4 buts), 1981 (6 buts), 1982 (6 buts), 1983 (6 buts) et 1987 (5 buts).